# Дрейпер, Полли
Полли Дрейпер (англ. Polly Draper, род. 15 июня 1955) — американская актриса, режиссёр, сценарист и продюсер, номинант на премию «Эмми».

## Биография
Родилась в Гэри, штат Индиана, в семье венчурного капиталиста Уильяма Генри Дрейпера-третьего. В 1977 году окончила Йельский университет со степенью бакалавра, а в 1980 году получила степень магистра изящных искусств в Йельской школе драмы.
Добилась наибольшей известности благодаря роли Эллин Уоррен, карьеристки и лучшей подруги героини Патриши Уэттиг, в драматическом сериале ABC «Тридцать-с-чем-то», где она снималась с 1987 по 1991 год. Роль принесла ей номинацию на «Эмми» за лучшую женскую роль второго плана в драматическом сериале в 1988 году. После успеха сериала она сыграла главные роли в нескольких сделанных для телевидения фильмах, а на большом экране в разные годы была заметна в «Как создать идеал» (1987), «Специалист по съёму» (1987), «Миллион для Хуана» (1994) и «Тайна медвежьей горы» (1995). В последние годы она была заметна в фильмах «Мой придурочный брат» (2011), «Побочный эффект» (2013) и «Свой ребёнок» (2014). Также Дрейпер была заметна благодаря второстепенным ролям в сериалах «Эта страшная буква «Р»», «Везунчик» и «Хорошая жена».
В 1999 году Дрейпер дебютировала как сценарист с независимым кинофильмом «Код Тик», где сыграла основную роль. В 2005 году она дебютировала как режиссёр с фильмом The Naked Brothers Band. Фильм позже стал телевизионным ситкомом, транслировавшемся на Nickelodeon с 2009 по 2009 год. Шоу принесло ей премию Гильдии сценаристов США в 2009 году.
С 1983 по 1990 год Дрейпер была замужем за сценаристом Кевином Уэйдом. В 1992 году она вышла замуж за музыканта Майкла Вульффа, от которого у неё есть двое сыновей — Нэт (род. 1994) и Алекс (род. 1997).